# Contea di Yongshun
La contea di Yongshun (永顺县S, Yǒngshùn XiànP) è una contea della Cina, situata nella provincia di Hunan e amministrata dalla prefettura autonoma tujia e miao di Xiangxi.